# ブロワ条約 (1505年)

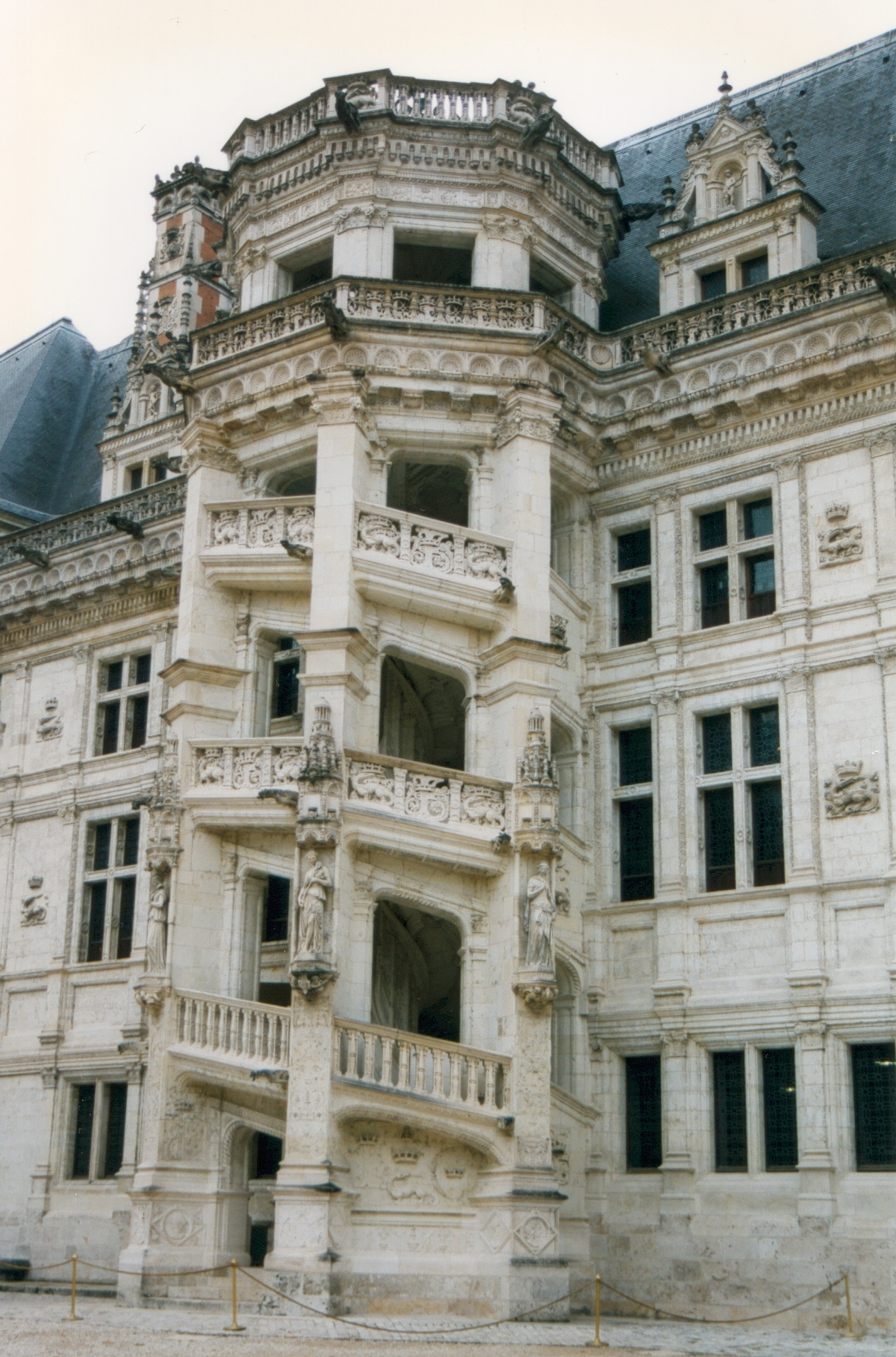
条約が締結されたブロワ城。

ブロワ条約（ブロワじょうやく、フランス語: Traité de Blois、スペイン語: Tratado de Blois）、または第二次ブロワ条約（だいにじブロワじょうやく、英語: Second Treaty of Blois）は、1505年10月12日にブロワで締結された、フランス王ルイ12世とアラゴン王フェルナンド2世の間の条約。条約により、フェルナンド2世はルイ12世の姪で自身の姪孫でもあるジェルメーヌ・ド・フォワと婚約した。ルイ12世はジェルメーヌの持参金としてナポリ王国を与えたが、2人の間に後継者が生まれなかった場合にはナポリがフランス領に戻るとした。フェルナンド2世は代償としてルイ12世に100万ドゥカートを支払った。